# トッシーチャ
トッシーチャ（イタリア語: Tossicia）は、イタリア共和国アブルッツォ州テーラモ県にある、人口約1,300人の基礎自治体（コムーネ）。

## 地理

### 位置・広がり

#### 隣接コムーネ
隣接するコムーネは以下の通り。
- コッレダーラ
- ファーノ・アドリアーノ
- イーゾラ・デル・グラン・サッソ・ディターリア
- モントーリオ・アル・ヴォマーノ

## 行政

### 分離集落
トッシーチャには、以下の分離集落（フラツィオーネ）がある。
- Aquilano, Azzinano, Case di Renzo, Chiarino, Flamignano, Garisciano, Paduli, Palozza, Petrignano, Cerquone, Camerale, Colledonico, Tozzanella.